# Кастелно Ривјер Бас
Кастелно Ривјер Бас (фр. Castelnau-Rivière-Basse) насеље је и општина у јужној Француској у региону Миди Пирене, у департману Горњи Пиринеји која припада префектури Тарб.
По подацима из 2011. године у општини је живело 664 становника, а густина насељености је износила 35,89 становника/km². Општина се простире на површини од 18,5 km². Налази се на средњој надморској висини од 240 метара (максималној 249 m, а минималној 128 m).

## Демографија
| 1962. | 1968. | 1975. | 1982. | 1990. | 1999. | 2011. |
| ----- | ----- | ----- | ----- | ----- | ----- | ----- |
| 697   | 698   | 654   | 661   | 670   | 667   | 664   |

График промене броја становника у току последњих година